# Kirche Zur Wiederkunft Christi

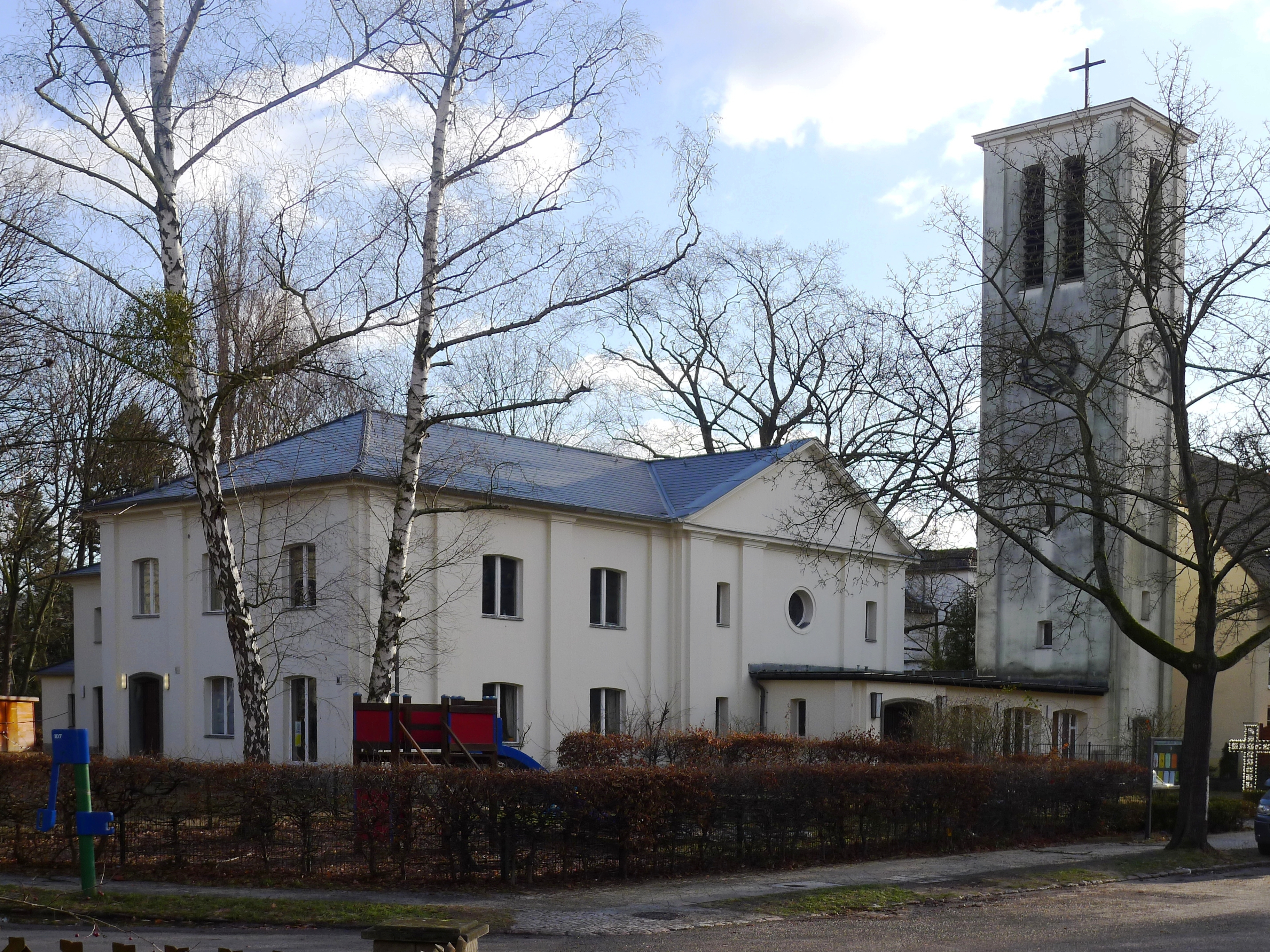
Kirche Zur Wiederkunft Christi

Die evangelische Kirche Zur Wiederkunft Christi ist die auf den alten Resten wiederaufgebaute, im Zweiten Weltkrieg zerstörte Südendkirche. Sie steht in der Ellwanger Straße 9 in der Berliner Ortslage Südende, eine ehemalige Villenkolonie im heutigen Ortsteil Steglitz des Bezirks Steglitz-Zehlendorf.

## Geschichte

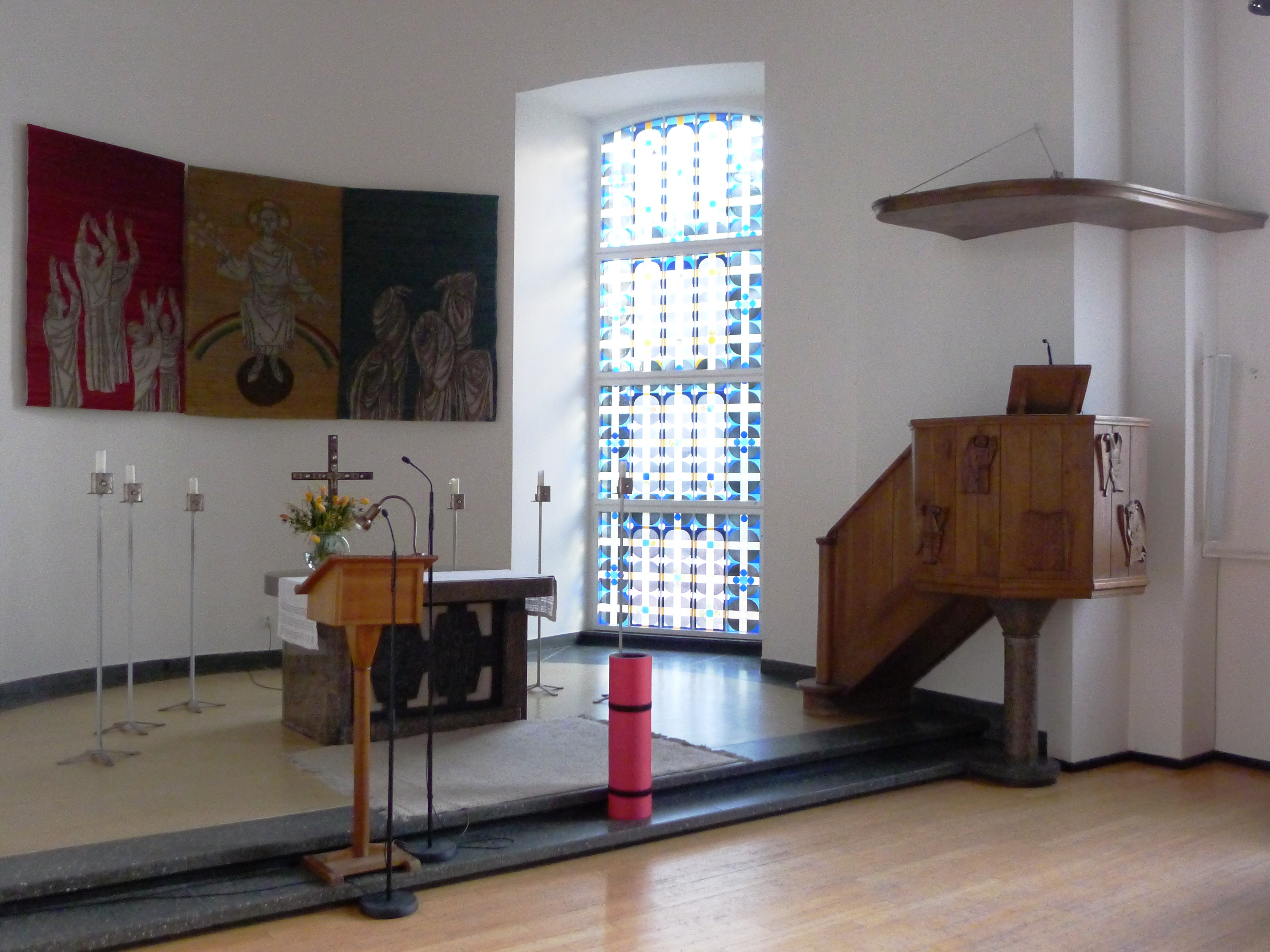
Altar und Kanzel

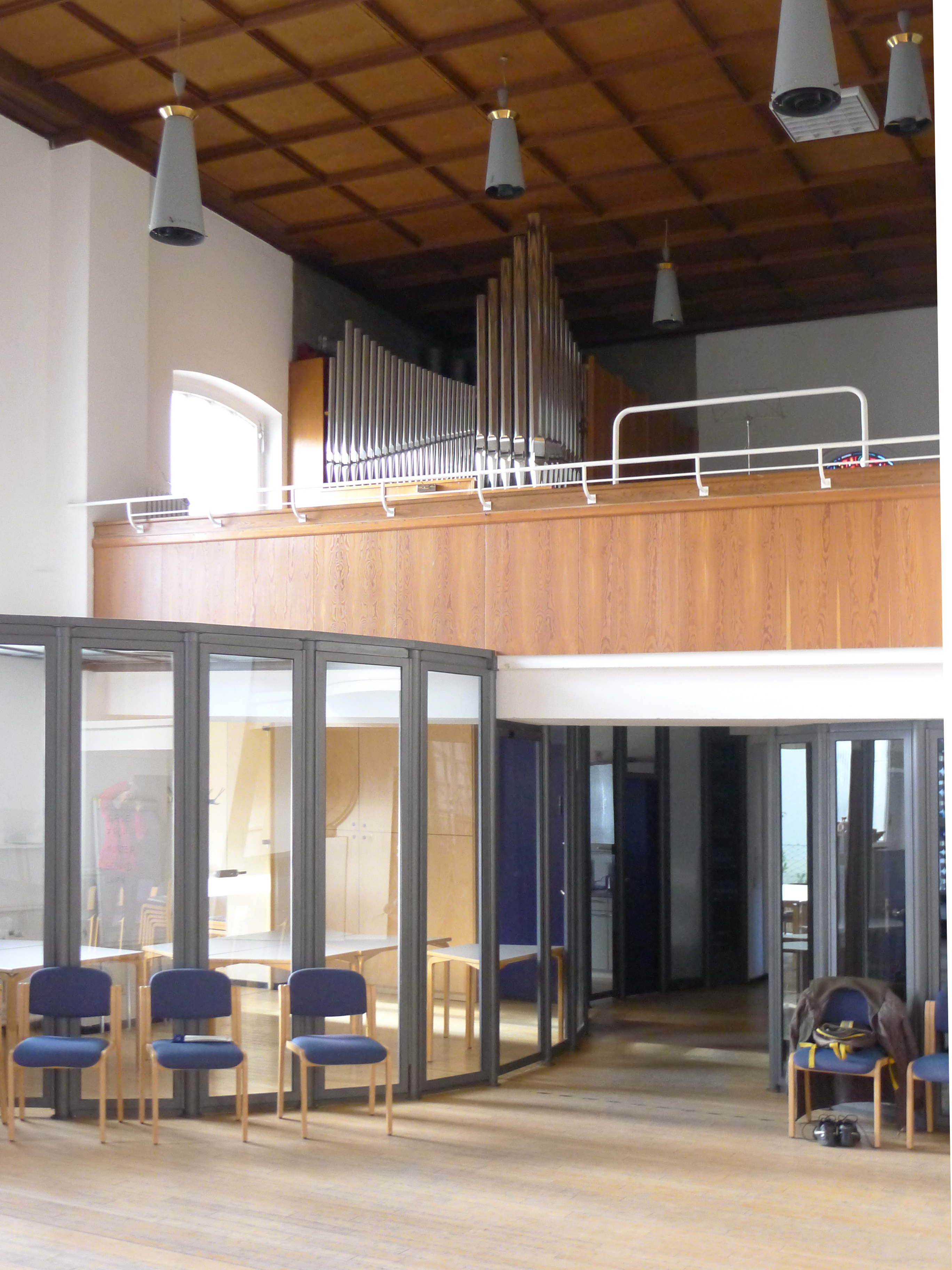
Orgelempore

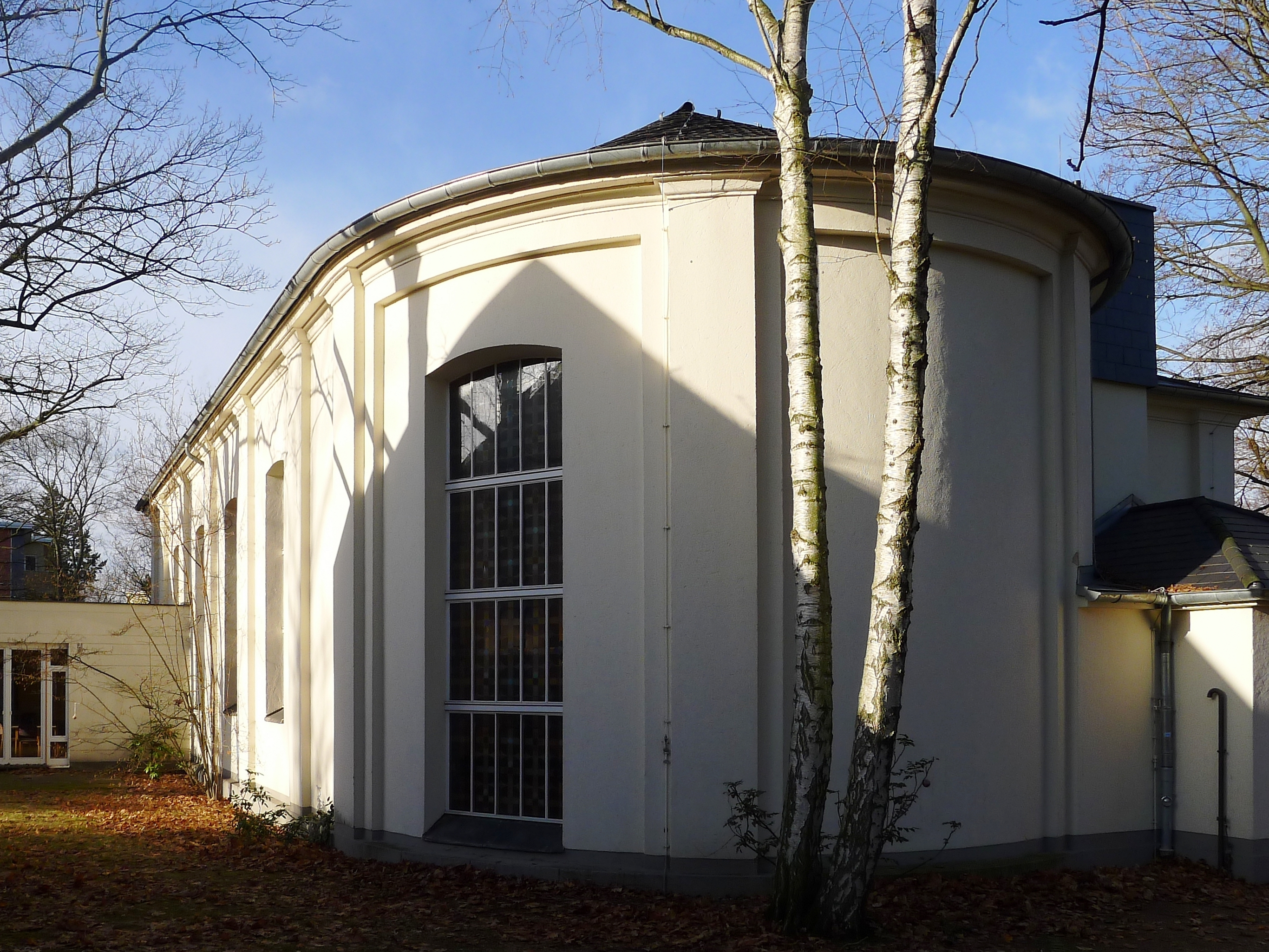
Kirchenschiff

Seit 1873 entstand die Villenkolonie Südende, die schnell wuchs, nachdem sie bereits 1882 einen eigenen Bahnhof bekam. Sie gehörte vor der Bildung von Groß-Berlin noch zu Mariendorf im Landkreis Teltow und  kam erst danach zum Bezirk Steglitz. Bis zum Bau der Südendkirche war die alte Dorfkirche die einzige Kirche in der Gemeinde, sie hatte bereits über 15.000 Einwohnern, die überwiegend evangelisch waren. Die Kirchengemeinde Südende wurde 1956 der Markus-Kirchengemeinde angegliedert, nach Einweihung der wiederaufgebauten Kirche am 20. Oktober 1959 wurde sie dann wieder selbständig. Im Juli 1961 erhielt die Kirche den Namen Zur Wiederkunft Christi. Zur Bedeutung des Namens siehe Parusie.

## Baubeschreibung
Die erste Kirche wurde nach Plänen von Curt Steinberg im Architekturstil der beginnenden Moderne mit barocken Anklängen erbaut und am 14. März 1913 eingeweiht. Die zweite Kirche, im Unterschied zur ersten stark vereinfacht, wurde von Max Schluckebier entworfen und am 14. September 1958 eingeweiht.

### Südendkirche
Die ursprüngliche Saalkirche war ein verputzter Mauerwerksbau mit hohem Satteldach. Sie hatte ein Mittelschiff mit einer halbrunden Apsis und ein Seitenschiff mit einer Empore, beide getrennt durch rundbogige Arkaden. Das Mittelschiff war mit einem kassettierten Tonnengewölbe überdeckt. Tageslicht erhielt es durch Bogenfenster. Der hohe Glockenturm auf quadratischem Grundriss war dem Gebäude seitlich angefügt. Sein durch paarige Lisenen gegliederter Turmschaft war in Höhe der Dachtraufe durch ein Gesims unterteilt. Die folgenden drei Geschosse des Turms verjüngten sich jeweils über einem Dach in Form eines Pyramidenstumpfes. Über dem Hauptgesims lag das niedrige Geschoss mit dem Uhrwerk. Darüber folgte das hohe, mit Pilastern  gegliederte Geschoss mit der Glockenstube. Das letzte, niedrige Geschoss war mit einem Pyramidendach bekrönt.
Ein offener Portikus auf korinthischen Säulen, bedeckt mit einem Tonnendach, befand sich vor der Fassade, deren Giebel mit einem segmentbögigen Relief geschmückt war.

### Kirche Zur Wiederkunft Christi
Beim Wiederaufbau wurde die Kirche stark verändert. Statt des hohen Daches hat der Bau nunmehr ein flach geneigtes Satteldach. Unmittelbar an die Kirche wurde 1964 das Gemeindehaus angebaut. Anstelle der Bogenfenster befinden sich an beiden Seiten Segmentbogenfenster. Das Fenster an der Apsis, das bis auf den Boden reicht, ist ebenfalls segmentbögig.
Der seitwärts vollständig abgesetzte Campanile ist auf rechteckigem Grundriss errichtet und mit einem niedrigen Zeltdach bedeckt. Sein Eingang ist mit der Vorhalle der Kirche durch einen gedeckten Gang verbunden. An den Ecken ist der Turm durch Lisenen senkrecht gegliedert.
Im Turm hängen drei Glocken aus Bronze, die 1957 bis 1958 von Petit & Gebr. Edelbrock gegossen wurden und nach den drei Anfangstönen des mittelalterlichen Te Deums ein Te-Deum-Geläut bilden.
| Glocke | Schlagton | Gewicht | Durchmesser | Höhe  | Inschrift                 |
| ------ | --------- | ------- | ----------- | ----- | ------------------------- |
| 1      | gis'      | 590 kg  | 98 cm       | 84 cm | SOLI DEO GLORIA.          |
| 2      | h'        | 323 kg  | 81 cm       | 66 cm | KYRIE ELEISON.            |
| 3      | cis"      | 222 kg  | 71 cm       | 59 cm | O MEINE HOFFNUNG CHRISTE. |

Aus der alten Kirche wurde das von Julius Schramm geschmiedete Altarkreuz beim Wiederaufbau neben dem Gotteshaus aufgestellt, ein Christusrelief fand in dem gedeckten Gang seinen Platz. Das Seitenschiff ist vom Hauptschiff durch glatte Pfeiler getrennt, sie reichen bis an die flache Kassettendecke.
Ein von Hermann Kirchberger entworfener Wandteppich schmückt den Altar. Das Altarfenster stammt von Götz Löpelmann, die zwei farbigen Glasfenster in der Vorhalle stammen von Hans Wagner.
Das Taufbecken im Seitenschiff entwarf August Rhades.
Die neue Orgel, Opus 4180 der Orgelmanufaktur E.F. Walcker & Cie. Ludwigsburg wurde am 24. Juni 1962 eingeweiht. Sie verfügte über 19 Register auf zwei Manualen und Pedal. 2009 wurde das Instrument von der Firma Paschen Kiel Orgelbau restauriert und dabei um ein Register erweitert.